# Mijailo Mijailović
Mijailo Mijailović (cyr. Мијаило Мијаиловић; ur. 1978) – Szwed serbskiego pochodzenia, morderca Anny Lindh, szwedzkiej minister spraw zagranicznych.

## Życiorys
Urodził się w 1978 roku w Szwecji. Jego rodzina pochodzi ze wsi Przutiovać. Przez kilka lat uczył się w Jugosławii, po czym wrócił do Szwecji. Nie ukończył szkoły średniej. W 1997 roku został skazany za zranienie ojca nożem kuchennym w plecy i w głowę.
10 września 2003 roku w sztokholmskim domu towarowym zaatakował Annę Lindh. Zadał jej dziesięć ciosów nożem. W chwili ataku Lindh nie miała ochroniarza. Polityk zmarła dzień później. Początkowo policja podejrzewała, że ma do czynienia z morderstwem politycznym, związanym z kontrowersyjnym referendum w sprawie przystąpienia Szwecji do strefy euro, które odbyło się we wrześniu 2003 roku, kilka dni po morderstwie Lindh. Szwedzka minister spraw zagranicznych prowadziła kampanię na rzecz przystąpienia do strefy euro.
Przed zamordowaniem Lindh planował zabić ówczesnego przewodniczącego Ludowej Partii Liberałów Larsa Leijonborga.
Mijailović został aresztowany dwa tygodnie po dokonaniu morderstwa. Początkowo nie przyznawał się do winy, utrzymywał, że „wewnętrzne głosy” skłoniły go do zabicia minister spraw zagranicznych. Sąd apelacyjny skazał go na przymusowe leczenie psychiatryczne. W marcu 2004 roku Szwedzki Sąd Najwyższy uchylił wyrok niższej instancji i skazał Mijailovicia na dożywocie. Dodatkowo musiał zapłacić 50 tys. koron szwedzkich na rzecz męża Lindh i ich dwóch synów.
2 grudnia 2004 szwedzki Sąd Najwyższy ostatecznie wydał wyrok dożywotniego więzienia. W lutym 2005 roku poprosił o możliwość odbycia wyroku w Serbii. Prośba została odrzucona.
Zdaniem ekspertów sądowych Mijailović mógł nienawidzić Lindh za wspieranie interwencji NATO w Jugosławii w 1999 roku.
W 2011 roku przyznał się, że symulował chorobę psychiczną, by otrzymać łagodniejszy wymiar kary.